# Skate Canada International 2022
Skate Canada International 2022 – drugie w kolejności zawody łyżwiarstwa figurowego z cyklu Grand Prix 2022/2023. Zawody rozgrywano od 28 do 30 października 2022 roku w Paramount Fine Foods Center w Mississauga.
W konkurencji solistów zwyciężył Japończyk Shōma Uno, zaś w konkurencji solistek jego rodaczka Rinka Watanabe. W parach sportowym triumfowali Japończycy Riku Miura i Ryuichi Kihara, zaś w parach tanecznych reprezentanci gospodarzy, Piper Gilles i Paul Poirier.

## Terminarz
| Data            | Godzina                     | Konkurencja   | Segment          |
| --------------- | --------------------------- | ------------- | ---------------- |
| 28 października | 14:00 UTC-04:00 / 20:00 CET | Solistki      | Program krótki   |
| 28 października | 15:50 UTC-04:00 / 21:50 CET | Pary taneczne | Taniec rytmiczny |
| 28 października | 18:45 UTC-04:00 / 00:45 CET | Pary sportowe | Program krótki   |
| 28 października | 20:16 UTC-04:00 / 02:16 CET | Soliści       | Program krótki   |
| 29 października | 13:15 UTC-04:00 / 19:15 CET | Solistki      | Program dowolny  |
| 29 października | 15:25 UTC-04:00 / 21:25 CET | Pary taneczne | Taniec dowolny   |
| 29 października | 18:00 UTC-04:00 / 00:00 CET | Pary sportowe | Program dowolny  |
| 29 października | 19:43 UTC-04:00 / 01:43 CET | Soliści       | Program dowolny  |

## Rekordy świata
| Rekordy świata (GOE±5) na moment rozpoczęcia zawodów (stan na 28 października 2022): | Rekordy świata (GOE±5) na moment rozpoczęcia zawodów (stan na 28 października 2022): | Rekordy świata (GOE±5) na moment rozpoczęcia zawodów (stan na 28 października 2022): | Rekordy świata (GOE±5) na moment rozpoczęcia zawodów (stan na 28 października 2022): | Rekordy świata (GOE±5) na moment rozpoczęcia zawodów (stan na 28 października 2022): | Rekordy świata (GOE±5) na moment rozpoczęcia zawodów (stan na 28 października 2022): |
| Konkurencja                                                                          | Segment                                                                              | Zawodnicy                                                                            | Punkty                                                                               | Zawody                                                                               | Data                                                                                 |
| ------------------------------------------------------------------------------------ | ------------------------------------------------------------------------------------ | ------------------------------------------------------------------------------------ | ------------------------------------------------------------------------------------ | ------------------------------------------------------------------------------------ | ------------------------------------------------------------------------------------ |
| Soliści                                                                              | Nota łączna                                                                          | Nathan Chen                                                                          | 335,30                                                                               | Finał Grand Prix 2019                                                                | 7 grudnia 2019                                                                       |
| Soliści                                                                              | Program dowolny                                                                      | Nathan Chen                                                                          | 224,92                                                                               | Finał Grand Prix 2019                                                                | 7 grudnia 2019                                                                       |
| Soliści                                                                              | Program krótki                                                                       | Nathan Chen                                                                          | 113,97                                                                               | Zimowe igrzyska olimpijskie 2022                                                     | 10 lutego 2020                                                                       |
| Solistki                                                                             | Nota łączna                                                                          | Kamiła Walijewa                                                                      | 272,71                                                                               | Rostelecom Cup 2021                                                                  | 27 listopada 2021                                                                    |
| Solistki                                                                             | Program dowolny                                                                      | Kamiła Walijewa                                                                      | 185,29                                                                               | Rostelecom Cup 2021                                                                  | 27 listopada 2021                                                                    |
| Solistki                                                                             | Program krótki                                                                       | Kamiła Walijewa                                                                      | 90,45                                                                                | Mistrzostwa Europy 2022                                                              | 13 stycznia 2022                                                                     |
| Pary sportowe                                                                        | Nota łączna                                                                          | Sui Wenjing / Han Cong                                                               | 239,88                                                                               | Zimowe igrzyska olimpijskie 2022                                                     | 19 lutego 2022                                                                       |
| Pary sportowe                                                                        | Program dowolny                                                                      | Anastasija Miszyna / Aleksandr Gallamow                                              | 157,46                                                                               | Mistrzostwa Europy 2022                                                              | 13 stycznia 2022                                                                     |
| Pary sportowe                                                                        | Program krótki                                                                       | Sui Wenjing / Han Cong                                                               | 84,41                                                                                | Zimowe igrzyska olimpijskie 2022                                                     | 18 lutego 2022                                                                       |
| Pary taneczne                                                                        | Nota łączna                                                                          | Gabriella Papadakis / Guillaume Cizeron                                              | 229,82                                                                               | Mistrzostwa świata 2022                                                              | 26 marca 2022                                                                        |
| Pary taneczne                                                                        | Taniec dowolny                                                                       | Gabriella Papadakis / Guillaume Cizeron                                              | 137,09                                                                               | Mistrzostwa świata 2022                                                              | 26 marca 2022                                                                        |
| Pary taneczne                                                                        | Taniec rytmiczny                                                                     | Gabriella Papadakis / Guillaume Cizeron                                              | 92,73                                                                                | Mistrzostwa świata 2022                                                              | 25 marca 2022                                                                        |

## Wyniki

### Soliści
| Poz. | Zawodnik          | Nota łączna | SP | SP    | FS | FS     |
| ---- | ----------------- | ----------- | -- | ----- | -- | ------ |
| 1    | Shōma Uno         | 273,15      | 2  | 89,98 | 1  | 183,17 |
| 2    | Kao Miura         | 265,29      | 1  | 94,06 | 2  | 171,23 |
| 3    | Matteo Rizzo      | 251,03      | 3  | 81,18 | 4  | 169,85 |
| 4    | Keegan Messing    | 250,72      | 4  | 79,69 | 3  | 171,03 |
| 5    | Camden Pulkinen   | 219,06      | 5  | 75,07 | 8  | 143,99 |
| 6    | Lukas Britschgi   | 212,43      | 8  | 64,35 | 6  | 148,08 |
| 7    | Stephen Gogolev   | 210,64      | 11 | 57,94 | 5  | 152,70 |
| 8    | Aleksandr Selevko | 206,11      | 10 | 60,37 | 7  | 145,74 |
| 9    | Jimmy Ma          | 204,39      | 9  | 61,73 | 9  | 142,66 |
| 10   | Deniss Vasiļjevs  | 197,45      | 7  | 69,01 | 10 | 128,44 |
| 11   | Conrad Orzel      | 195,42      | 6  | 69,69 | 11 | 125,73 |

### Solistki
| Poz. | Zawodniczka         | Nota łączna | SP | SP    | FS | FS     |
| ---- | ------------------- | ----------- | -- | ----- | -- | ------ |
| 1    | Rinka Watanabe      | 197,59      | 6  | 63,27 | 1  | 134,32 |
| 2    | Starr Andrews       | 191,26      | 5  | 64,69 | 2  | 126,57 |
| 3    | You Young           | 190,15      | 4  | 65,10 | 4  | 125,05 |
| 4    | Ava Marie Ziegler   | 186,76      | 3  | 66,49 | 7  | 120,27 |
| 5    | Rika Kihira         | 184,33      | 8  | 59,27 | 3  | 125,06 |
| 6    | Niina Petrõkina     | 181,34      | 7  | 61,68 | 5  | 123,86 |
| 7    | Madeline Schizas    | 180,59      | 1  | 67,90 | 9  | 112,69 |
| 8    | Yuhana Yokoi        | 178,73      | 12 | 54,87 | 5  | 123,86 |
| 9    | Lindsay Thorngren   | 176,09      | 10 | 55,16 | 6  | 120,93 |
| 10   | Gabrielle Daleman   | 171,61      | 2  | 66,65 | 11 | 104,96 |
| 11   | Lindsay van Zundert | 160,96      | 9  | 55,22 | 10 | 105,74 |
| 12   | Eliška Březinová    | 159,03      | 11 | 55,14 | 12 | 103,89 |

### Pary sportowe
| Poz. | Zawodnicy                                | Nota łączna | SP | SP    | FS  | FS     |
| ---- | ---------------------------------------- | ----------- | -- | ----- | --- | ------ |
| 1    | Riku Miura / Ryuichi Kihara              | 212,02      | 1  | 73,39 | 1   | 138,63 |
| 2    | Emily Chan / Spencer Akira Howe          | 186,48      | 2  | 67,39 | 3   | 119,09 |
| 3    | Sara Conti / Niccolò Macii               | 186,18      | 3  | 66,66 | 2   | 119,52 |
| 4    | Brooke McIntosh / Benjamin Mimar         | 175,49      | 4  | 60,82 | 4   | 114,67 |
| 5    | Valentina Plazas / Maximiliano Fernandez | 164,14      | 5  | 55,70 | 5   | 108,44 |
| 6    | Jelizaveta Žuková / Martin Bidař         | 153,50      | 6  | 52,84 | 7   | 100,66 |
| 7    | Kelly Ann Laurin / Loucas Ethier         | 152,09      | 8  | 50,84 | 6   | 101,25 |
| WD   | Alisa Jefimowa / Ruben Blommaert         | DNF         | 7  | 51,49 | DNS | DNS    |

### Pary taneczne
| Poz. | Zawodnicy                            | Nota łączna | RD | RD    | FD | FD     |
| ---- | ------------------------------------ | ----------- | -- | ----- | -- | ------ |
| 1    | Piper Gilles / Paul Poirier          | 215,70      | 1  | 87,23 | 1  | 128,47 |
| 2    | Lilah Fear / Lewis Gibson            | 209,18      | 2  | 83,80 | 2  | 125,38 |
| 3    | Marjorie Lajoie / Zachary Lagha      | 195,49      | 4  | 75,94 | 3  | 119,55 |
| 4    | Caroline Green / Michael Parsons     | 194,19      | 3  | 76,13 | 4  | 118,06 |
| 5    | Marie-Jade Lauriault / Romain Le Gac | 189,07      | 5  | 74,59 | 5  | 114,48 |
| 6    | Emily Bratti / Ian Somerville        | 179,14      | 6  | 70,85 | 6  | 108,29 |
| 7    | Misato Komatsubara / Tim Koleto      | 166,06      | 7  | 68,88 | 7  | 97,18  |
| 8    | Holly Harris / Jason Chan            | 159,92      | 8  | 67,68 | 8  | 92,24  |
| 9    | Molly Cesanek / Yehor Yehorov        | 150,79      | 9  | 61,40 | 9  | 89,39  |
| 10   | Marija Nosowicka / Michaił Nosowicki | 146,49      | 10 | 58,03 | 10 | 88,46  |